# Varsinais-Suomi
Il Varsinais-Suomi (in svedese Egentliga Finland, letteralmente "Finlandia propria") o Finlandia sud-occidentale, è una provincia della Finlandia. Confina con la Satakunta, il Kanta-Häme e l’Uusimaa.
Il suo nome deriva dal fatto di essere stata il luogo di fondazione della Finlandia da parte degli svedesi all’inizio del secondo millennio. Il suo capoluogo è ancora oggi la sede dell’arcivescovo della Chiesa della Finlandia.

## Amministrazione
Come la gran parte delle altre province finlandesi, la Finlandia Propria è governata da due diversi enti:
- la Federazione della Finlandia Propria (Varsinais-Suomen liitto) è la confederazione dei comuni, con un Consiglio provinciale nominato dai consiglieri comunali, e una relativa Giunta provinciale. Il suo compito è gestire le competenze comunali su un ambito spaziale più ampio e condiviso.
- l'Area di benessere della Finlandia Propria (Varsinais-Suomen hyvinvointialue) è l’ente sanitario provinciale, creato nel 2022 e con un Consiglio eletto direttamente dai cittadini, che tramite la relativa Giunta gestisce gli ospedali e i servizi assistenziali.[1]

Il primo ente è quello che nomina il direttore provinciale.
La provincia era inclusa nella Finlandia Occidentale, oggi soppressa. 

## Comuni
La Finlandia Propria è composta da 27 comuni, di cui 11 sono città (in grassetto nella tabella):
- Aura
- Kaarina
- Kimitoön
- Koski Tl
- Kustavi
- Laitila
- Lieto
- Loimaa
- Marttila
- Masku
- Mynämäki
- Naantali
- Nousiainen
- Oripää
- Paimio
- Pargas
- Pyhäranta
- Pöytyä
- Raisio
- Rusko
- Salo
- Sauvo
- Somero
- Taivassalo
- Turku
- Uusikaupunki
- Vehmaa

Dal 2010 la prefettura è rappresentata dall’Agenzia regionale della Finlandia Sudoccidentale. Tarvasjoki era un municipio in passato.
La provincia utilizza lo stemma della provincia storica della Finlandia propria.